# 3D Ultra Minigolf Adventures
3D Ultra Minigolf Adventures es un videojuego de minigolf desarrollado por Wanako Games. El juego cuenta con 36 agujeros, un editor de mapas y modo multijugador hasta para 4 jugadores. 3D Ultra Minigolf Adventures se encuentra disponible para la Xbox Live Arcade por 800 Microsoft Points ($10 dólares).

## Sistema de juego
| Función        | Descripción                                                    |
| -------------- | -------------------------------------------------------------- |
| Ballgrow       | Haces tu pelota más grande                                     |
| Free Shot      | Obtienes un golpe extra                                        |
| Bomb           | Explota tu bola junto con la de tus contrincantes más cercanos |
| Electric Shock | Destruyes las bolas de todos tus oponentes                     |
| Fire Ball      | Haces una barrera de fuego                                     |
| Glue           | Tu bola deja un camino de pegamento a su paso                  |
| Oil            | Tu bola deja el camino resbaladizo                             |
| Shield         | Protege tu bola de ataques                                     |
| Spring         | Haces que salte tu bola                                        |
| Vacuum Hole    | Atrae las bolas al hoyo                                        |
| Blow           | Lanza la bola lejos del hoyo                                   |

## Historia de su desarrollo
3D Ultra Minigolf Adventures fue creado originalmente en 2000. Es una secuela del juego 3D Ultra Minigolf Deluxe, titulado Mini Golf Maniacs, para PC y PlayStation 2. En 2001, a la división de Dynamix Games se le encomendó crear el juego para Sierra Online. El juego nunca fue terminado hasta que Wanako Games culminó su desarrollo en 2006.